# Аппер-Стюартсвілл (Нью-Джерсі)
Аппер-Стюартсвілл (англ. Upper Stewartsville) — переписна місцевість (CDP) в США, в окрузі Воррен штату Нью-Джерсі. Населення — 329 осіб (2020).

## Географія
Аппер-Стюартсвілл розташований за координатами 40°42′10″ пн. ш. 75°7′10″ зх. д. / 40.70278° пн. ш. 75.11944° зх. д. (40.702784, -75.119379).  За даними Бюро перепису населення США в 2010 році переписна місцевість мала площу 0,18 км², уся площа — суходіл.

## Демографія
Згідно з переписом 2010 року, у переписній місцевості мешкало 212 осіб у 76 домогосподарствах у складі 58 родин. Густота населення становила 1162 особи/км².  Було 84 помешкання (460/км²).
Расовий склад населення:
| - 97,2 % — білих - 1,4 % — корінних американців - 0,9 % — чорних або афроамериканців |

До двох чи більше рас належало 0,5 %. Частка іспаномовних становила 2,4 % від усіх жителів.
За віковим діапазоном населення розподілялося таким чином: 26,4 % — особи молодші 18 років, 62,8 % — особи у віці 18—64 років, 10,8 % — особи у віці 65 років та старші. Медіана віку мешканця становила 40,1 року. На 100 осіб жіночої статі у переписній місцевості припадало 100,0 чоловіків;  на 100 жінок у віці від 18 років та старших — 100,0 чоловіків також старших 18 років.
Середній дохід на одне домашнє господарство  становив 67 746 доларів США (медіана — 51 573), а середній дохід на одну сім'ю — 76 666 доларів (медіана — 52 016). За межею бідності перебувало 6,4 % осіб, у тому числі 0,0 % дітей у віці до 18 років та 22,9 % осіб у віці 65 років та старших.
Цивільне працевлаштоване населення становило 86 осіб. Основні галузі зайнятості: фінанси, страхування та нерухомість — 39,5 %, інформація — 18,6 %, роздрібна торгівля — 12,8 %, виробництво — 12,8 %.